# Paul Clemens von Baumgarten
Paul Clemens von Baumgarten (Dresda, 28 agosto 1848 – Tubinga, 10 luglio 1928) è stato un medico tedesco.
Prosettore all'Istituto di anatomia patologica di Königsberg e docente a Tubinga, fu autore di importanti lavori di patologia e batteriologia.